# Dadaísmo

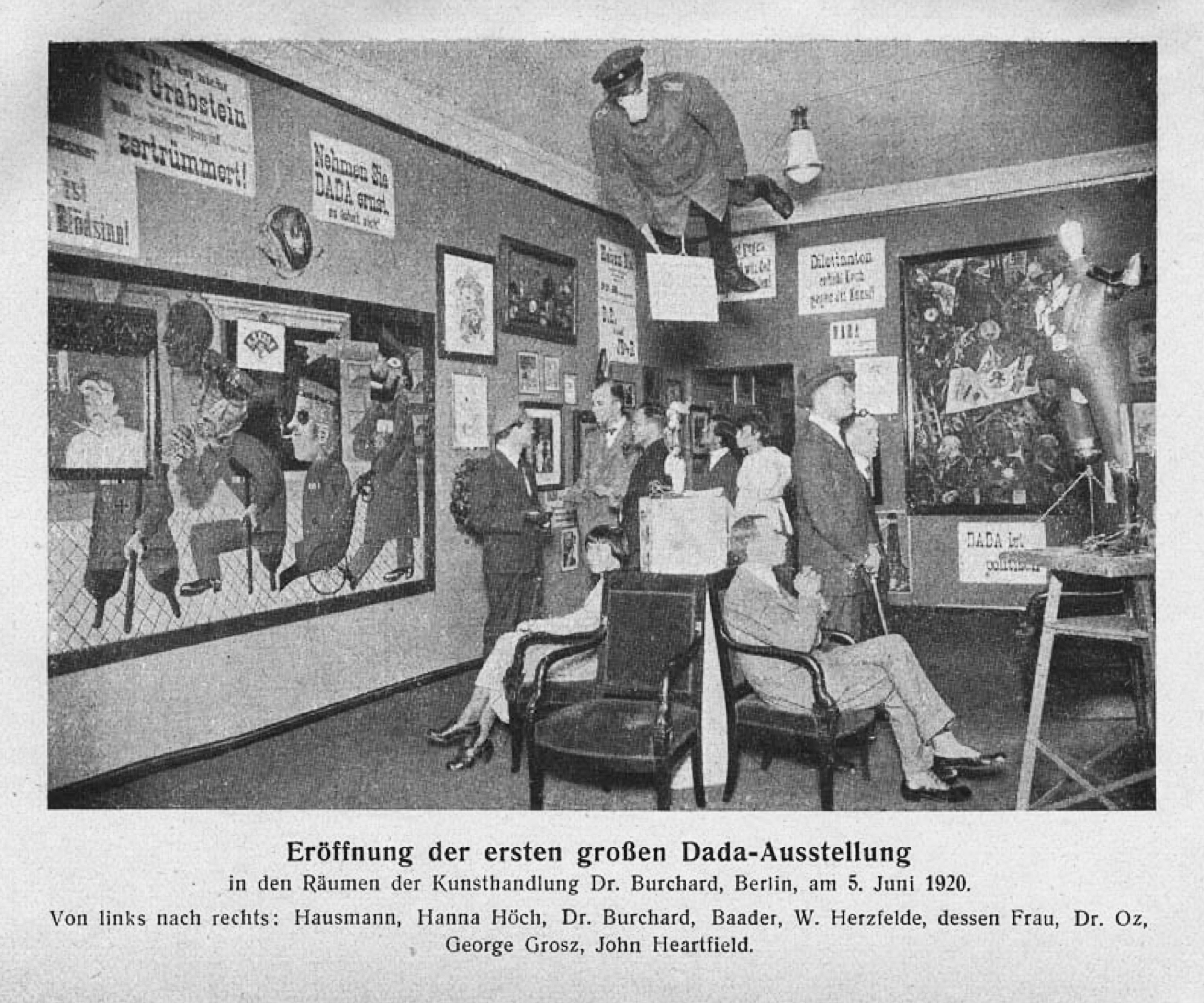
Grande inauguração da primeira exposição dadaísta: Feira Internacional Dadaísta, Berlim, 5 de junho de 1920. A figura central pendurada no teto era uma efígie de um oficial alemão com uma cabeça de porco. Da esquerda para a direita: Raoul Hausmann, Hannah Höch (sentado), Otto Burchard, Johannes Baader, Wieland Herzfelde, Margarete Herzfelde, Dr. Oz (Otto Schmalhausen), Georg Grosz e John Heartfield.

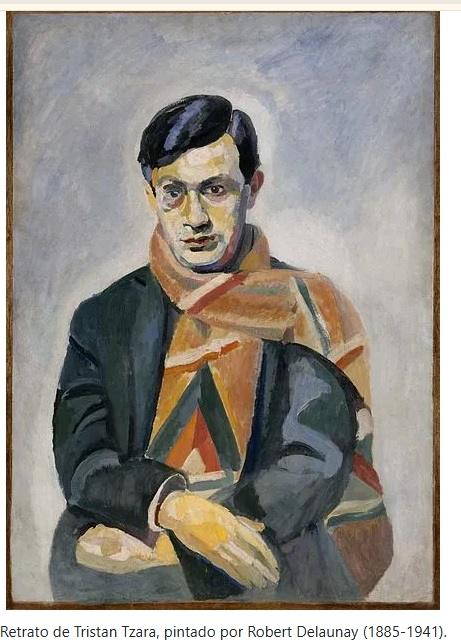
Retrato de Tristan Tzara, pintado por Robert Delaunay (1885-1941).

O Dada (/ˈdɑːdɑː/) ou dadaísmo foi um movimento artístico da vanguarda europeia no início do século XX, com centros iniciais em Zurique, Suíça, no Cabaret Voltaire (c. 1916). O dadaísmo novaiorquino começou por volta de 1915, e depois de 1920, o dadaísmo se desenvolveu em Paris. As atividades dadaístas duraram até meados da década de 1920.
Desenvolvido em reação à Primeira Guerra Mundial, o movimento dadaísta consistia em artistas que rejeitavam a lógica, a razão e o esteticismo da sociedade capitalista moderna, expressando em suas obras o absurdo, a irracionalidade e o protesto antiburguês. A arte do movimento abrangeu meios visuais, literários e sonoros, incluindo colagem, poesia fonética, escrita recortada e escultura. Artistas dadaístas expressaram seu descontentamento com a violência, a guerra e o nacionalismo, e mantiveram afinidades políticas com política radical de esquerda e extrema-esquerda.
Não há consenso sobre a origem do nome do movimento; uma história comum é que o artista alemão Richard Huelsenbeck deslizou uma faca de papel (abridor de cartas) ao acaso em um dicionário, onde pousou em "dada", um termo coloquial francês para um cavalinho de pau. Jean Arp escreveu que Tristan Tzara inventou a palavra às dezoito horas do dia 6 de fevereiro de 1916, no Café de la Terrasse em Zurique. Outros observam que sugere as primeiras palavras de uma criança, evocando uma infantilidade e um absurdo que atraiu o grupo. Ainda outros especulam que a palavra pode ter sido escolhida para evocar um significado semelhante (ou nenhum significado) em qualquer idioma, refletindo o internacionalismo do movimento.
As raízes do dadaísmo estão na vanguarda pré-guerra. O termo antiarte, precursor do dadaísmo, foi cunhado por Marcel Duchamp por volta de 1913 para caracterizar obras que desafiam as definições aceitas de arte. O cubismo e o desenvolvimento da colagem e da arte abstrata informariam o distanciamento do movimento das restrições da realidade e da convenção. A obra de poetas franceses, futuristas italianos e expressionistas alemães influenciaria a rejeição do dadaísmo à estreita correlação entre palavras e significado. Obras como Ubu Roi (1896) de Alfred Jarry e o balé Parade (1916–17) de Erik Satie também seria caracterizado como obras proto-dadaístas. Os princípios do movimento dadaísta foram coletados pela primeira vez no Manifesto Dadaísta de Hugo Ball em 1916.
O movimento dadaísta incluiu reuniões públicas, manifestações e publicação de revistas artísticas/literárias: a cobertura apaixonada de arte, política e cultura eram tópicos frequentemente discutidos em uma variedade de meios de comunicação. As figuras-chave do movimento incluíram Jean Arp, Johannes Baader, Hugo Ball, Marcel Duchamp, Max Ernst, Elsa von Freytag-Loringhoven, Georg Grosz, Raoul Hausmann, John Heartfield, Emmy Hennings, Hannah Höch, Richard Huelsenbeck, Francis Picabia, Man Ray, Hans Richter, Kurt Schwitters, Sophie Taeuber-Arp, Tristan Tzara e Beatrice Wood, entre outros. O movimento influenciou estilos posteriores, como os movimentos de música de vanguarda e do centro, e grupos como surrealismo, nouveau réalisme, pop art e Fluxus.

## Visão geral

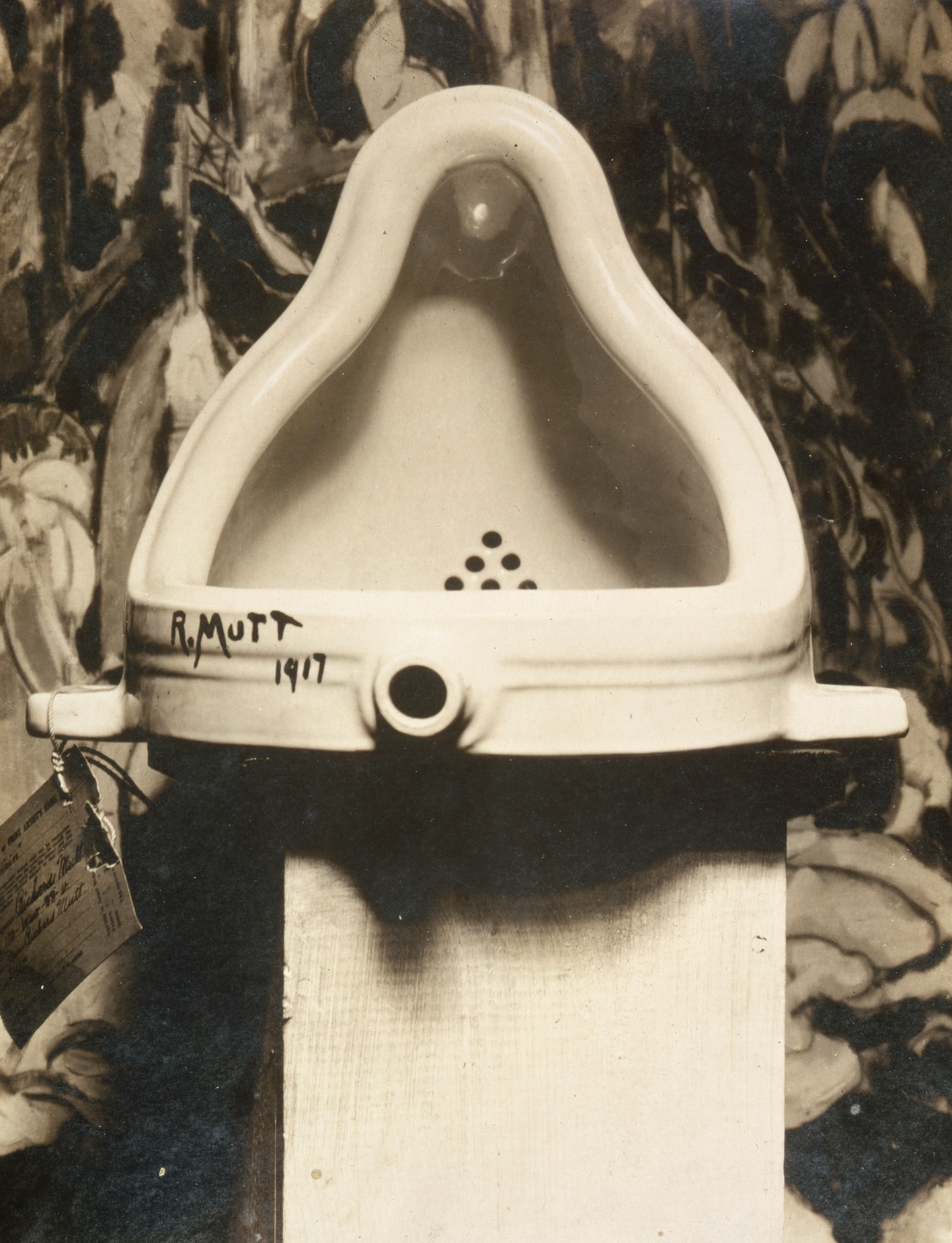
Marcel Duchamp, 1917; fotografia de Alfred Stieglitz.

O dadaísmo foi um movimento internacional informal, com participantes na Europa e na América do Norte. Os primórdios do dadaísmo correspondem à eclosão da Primeira Guerra Mundial. Para muitos participantes, o movimento foi um protesto contra os interesses burgueses nacionalistas e colonialistas, que muitos dadaístas acreditavam ser a causa raiz da guerra, e contra a conformidade cultural e intelectual — na arte e mais amplamente na sociedade — que correspondia à guerra.
Os círculos de vanguarda fora da França sabiam dos desenvolvimentos parisienses do pré-guerra. Eles tinham visto (ou participado de) exposições cubistas realizadas nas Galeries Dalmau, Barcelona (1912), Galerie Der Sturm em Berlim (1912), o Armory Show em Nova Iorque (1913), SVU Mánes em Praga (1914), várias exposições de Valete de Diamantes em Moscovo e na Moderne Kunstkring, Amesterdão (entre 1911 e 1915). O futurismo se desenvolveu em resposta ao trabalho de vários artistas. Dada posteriormente combinou essas abordagens.

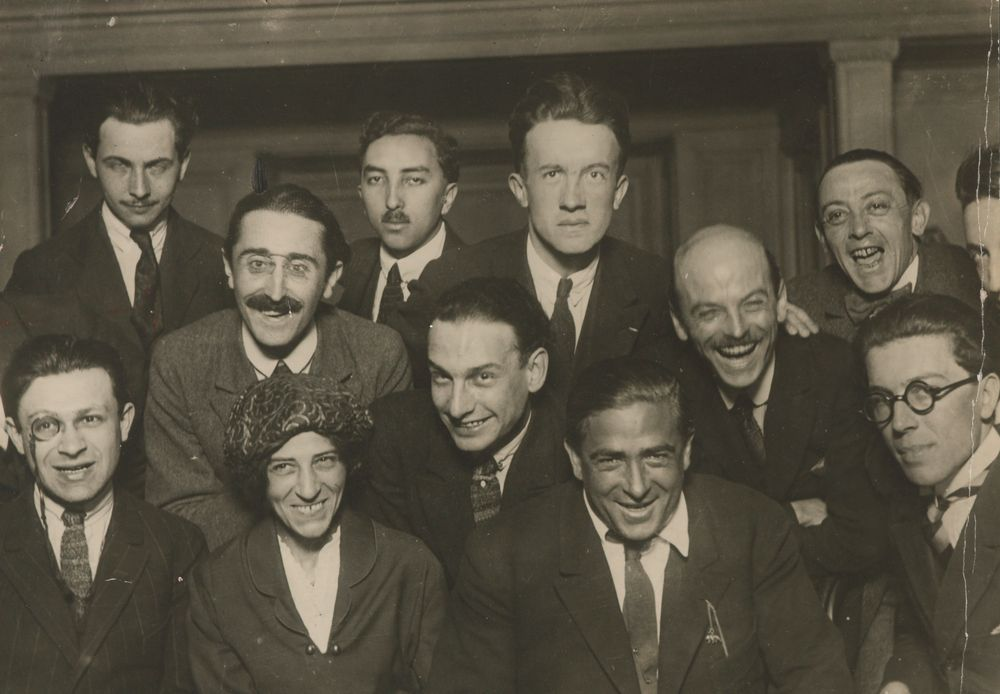
Artistas dadaístas em 1920. Da esquerda para a direita, na última fileira: Louis Aragon, Theodore Fraenkel, Paul Éluard e Clément Pansaers (Emmanuel Faye foi cortado).

Muitos dadaístas acreditavam que a "razão" e a "lógica" da sociedade capitalista burguesa levaram as pessoas à guerra. Eles expressaram sua rejeição dessa ideologia na expressão artística que parecia rejeitar a lógica e abraçar o caos e a irracionalidade. Por exemplo, Georg Grosz lembrou mais tarde que sua arte dadaísta pretendia ser um protesto "contra este mundo de destruição mútua".
Segundo Hans Richter, o dadaísmo não era arte: era "antiarte". O dadaísmo representava o oposto de tudo o que a arte representava. Onde a arte estava preocupada com a estética tradicional, o dadaísmo ignorou a estética. Se a arte era para apelar às sensibilidades, o dadaísmo pretendia ofender.

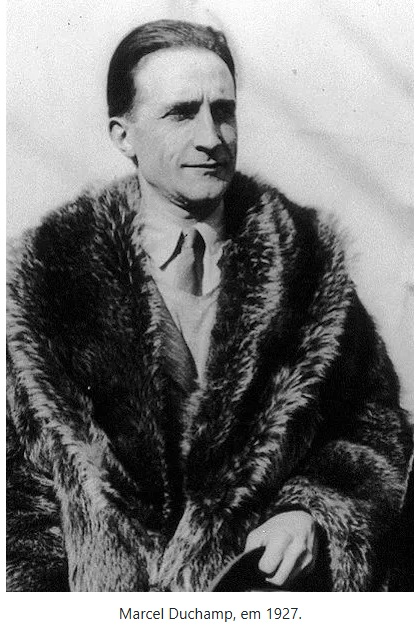
O pintor e escultor francês Marcel Duchamp nasceu em 28 de julho de 1887 e morreu em 2 de outubro de 1968. Estudou na Académie Julian, e seus primeiros trabalhos de pintura sofreram influência do fauvismo e do pintor francês Henri Matisse (1869-1954).

Além disso, o dadaísmo tentou refletir sobre a percepção humana e a natureza caótica da sociedade. Tristan Tzara proclamou: "Tudo também é dadaísmo. Cuidado com o dadaísmo. Anti-dadaísmo é uma doença: autocleptomania, condição normal do homem, é Dada. Mas os verdadeiros Dadas são contra Dada". Como Hugo Ball expressou: "Para nós, a arte não é um fim em si mesma [...] mas é uma oportunidade para a verdadeira percepção e crítica dos tempos em que vivemos."
Um revisor do American Art News afirmou na época que "a filosofia dadaísta é a coisa mais doentia, paralisante e destrutiva que já se originou do cérebro do homem". Os historiadores da arte descreveram o dadaísmo como sendo, em grande parte, uma "reação ao que muitos desses artistas viram como nada mais do que um espetáculo insano de homicídio coletivo".
Anos depois, artistas dadaístas descreveram o movimento como "um fenômeno que irrompeu em meio à crise econômica e moral do pós-guerra, um salvador, um monstro, que destruiria tudo em seu caminho... [Foi] um trabalho sistemático de destruição e desmoralização... No final, tornou-se nada mais que um ato de sacrilégio."

Para citar The Language of Art Knowledge, de Dona Budd, 
O dadaísmo nasceu da reação negativa aos horrores da Primeira Guerra Mundial. Este movimento internacional foi iniciado por um grupo de artistas e poetas associados ao Cabaret Voltaire em Zurique. Dada rejeitou a razão e a lógica, valorizando o absurdo, a irracionalidade e a intuição. A origem do nome dadaísmo não é clara; alguns acreditam que é uma palavra sem sentido. Outros sustentam que se origina do uso frequente dos artistas romenos Tristan Tzara e Marcel Janco das palavras "da, da", que significa "sim, sim" na língua romena. Outra teoria diz que o nome "dadaísmo" surgiu durante uma reunião do grupo quando uma faca de papel presa em um dicionário francês-alemão passou a apontar para 'dada', uma palavra francesa para 'cavalinho de pau'.
 O movimento envolveu principalmente artes visuais, literatura, poesia, manifestos de arte, teoria da arte, teatro e design gráfico, e concentrou sua política anti-guerra através da rejeição dos padrões predominantes na arte por meio de obras culturais anti-arte.
As criações de Duchamp, Picabia, Man Ray e outros entre 1915 e 1917 iludiram o termo dadaísmo na época, e "dadaísmo novaiorquino" passou a ser visto como uma invenção post facto de Duchamp. No início da década de 1920, o termo dadaísmo floresceu na Europa com a ajuda de Duchamp e Picabia, que haviam retornado de Nova Iorque. Não obstante, dadaístas como Tzara e Richter reivindicaram precedência europeia. O historiador de arte David Hopkins observa:
Ironicamente, porém, as atividades tardias de Duchamp em Nova Iorque, juntamente com as maquinações de Picabia, reformulam a história do dadaísmo. Os cronistas europeus do dadaísmo — principalmente Richter, Tzara e Huelsenbeck — acabariam se preocupando em estabelecer a preeminência de Zurique e Berlim nas fundações do dadaísmo, mas provou ser Duchamp quem foi mais estrategicamente brilhante em manipular a genealogia dessa formação de vanguarda, habilmente transformando o dadaísmo novaiorquino de um retardatário em uma força originária.

## Impacto

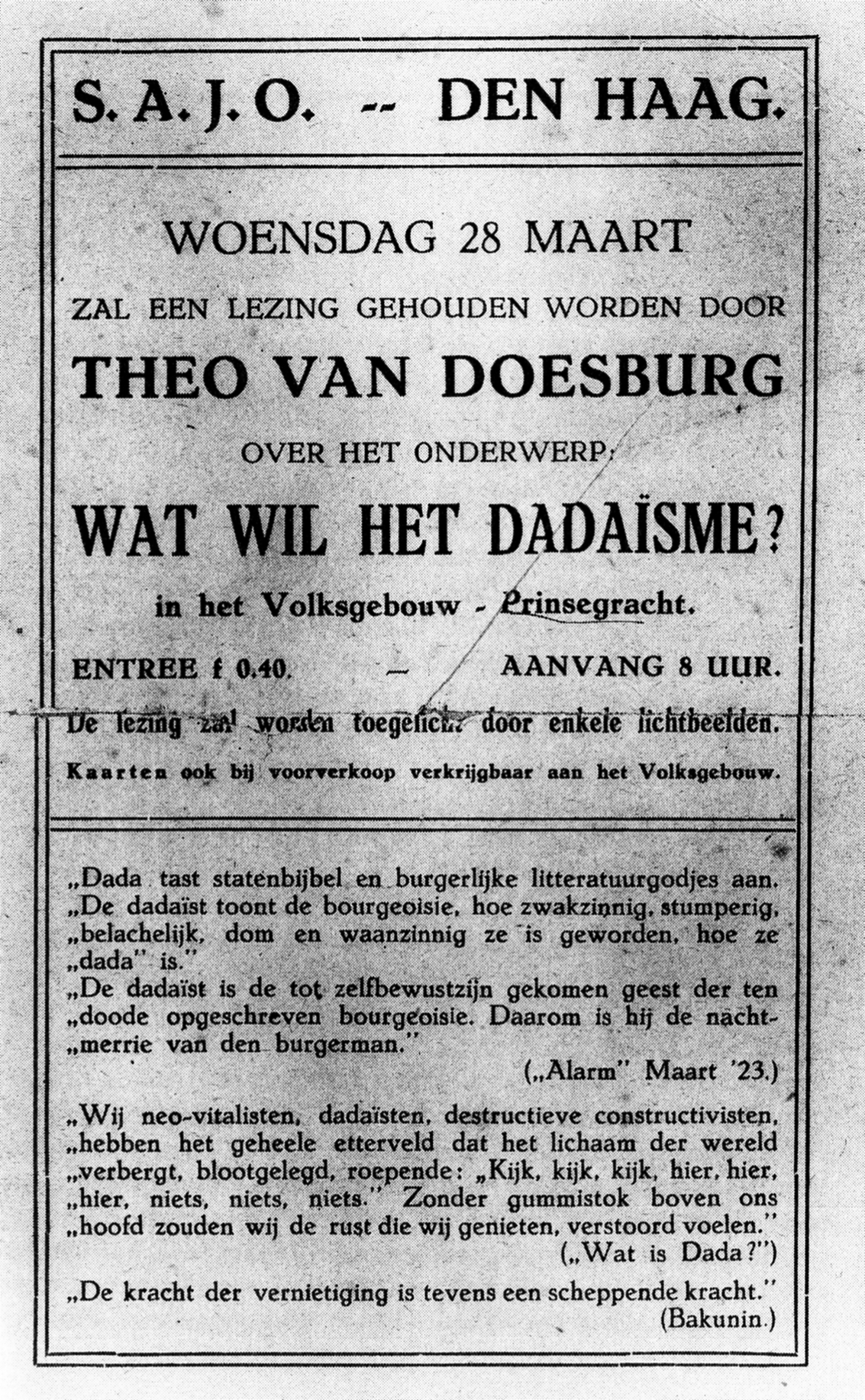
Anúncio para a palestra Wat wil het dadaïsme?, ocorrida em março de 1923 nos Países Baixos

O impacto causado pelo dadaísmo justifica-se plenamente pela atmosfera de confusão e desafio à lógica sugerido por ele, optando por expressar de modo inconfundível suas opiniões acerca da arte oficial e também das próprias vanguardas ("sou por princípio contra os manifestos, como sou também contra princípios"). O dada vem para abolir de vez a lógica, a organização, a postura racional, trazendo para arte um caráter de espontaneidade e gratuidade total. Segundo o próprio Tzara:
Dada não significa nada: Sabe-se pelos jornais que os negros Krou denominam a cauda da vaca santa: Dada. O cubo é a mãe em certa região da Itália: Dada. Um cavalo de madeira, a ama-de-leite, dupla afirmação em russo e em romeno: Dada. Sábios jornalistas viram nela uma arte para os bebês, outros Jesus chamando criancinhas do dia, o retorno ao primitivismo seco e barulhento, barulhento e monótono. Não se constrói a sensibilidade sobre uma palavra; toda a construção converge para a perfeição que aborrece, a ideia estagnante de um pântano dourado, relativo ao produto humano. | Tristan Tzara
No seu esforço para expressar a negação de todos os valores estéticos e artísticos correntes, os dadaístas usaram, com frequência, métodos deliberadamente incompreensíveis. Nas pinturas e esculturas, por exemplo, tinham por hábito aproveitar pedaços de materiais encontrados pelas ruas ou objetos que haviam sido jogados fora.
Foi na literatura, porém, que o ilogismo e a espontaneidade alcançaram sua expressão máxima: no último manifesto que divulgou, Tzara disse que o grande segredo da poesia é que "o pensamento se faz na boca".